# Catanga

Localização da província na R. D. do Congo

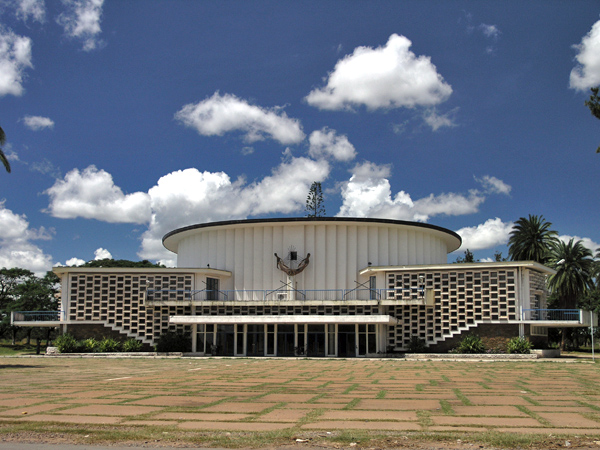
Parlamento Provincial de Catanga

Catanga (francês: Katanga; na literatura lusófona antiga Garanganja) é uma região histórica nacional da República Democrática do Congo, sendo, até 2009, uma província no sul do país. Durante 1971 e 1997, o seu nome oficial foi província de Shaba.
De acordo com a nova constituição, a província foi substituída por quatro províncias menores a partir de fevereiro de 2009. A sua capital regional era Lubumbashi (Elisabethville em francês ou Elisabethstad em neerlandês).
A sua área era de 518 000 km² (maior que a Califórnia e 16 vezes maior que a Bélgica, a sua antiga potência colonial). Catanga possuía uma população de cerca de 4,1 milhões de habitantes.
A agricultura era muito comum nesta província. A parte leste e a parte sul da província eram ricas regiões mineiras, graças ao cinturão de cobre da África Central, a qual providencia cobalto, cobre, estanho, rádio, urânio e diamantes. Chegou a ser responsável por 60% da produção mundial de urânio e por 80% dos diamantes industriais.

## História
A partir dos movimentos de independência do Congo Belga, e a luta anticolonial contra a Bélgica em 1960, o Congo-Léopoldville tornou-se independente.
Na sequência da independência, Bélgica, França, Estados Unidos, e Reino Unido iniciaram uma maciça campanha de desestabilização do novo país, no intuito de manter sua dominância econômica sobre o Congo-Léopoldville. Uma das tentativas mais bem-sucedidas nesse sentido foi alimentar um sentimento separatista em Catanga e também em Cassai do Sul.
Particularmente a Bélgica estava interessada em manter o controle sobre o lucrativo negócio mineral presente do sul do Congo-Léopoldville. Para isto, fomentou o secessionismo em Catanga, patrocinando o político pró-ocidente Moïse Tshombe. Este proclamou a independência unilateral do Estado de Catanga relativamente ao governo central, que era liderado por Patrice Lumumba, em 11 de julho de 1960. Portugal apoiou esta causa isolada, pois prejudicava a resistência anti-imperialista do Movimento Popular de Libertação de Angola (MPLA) e da Frente Nacional de Libertação de Angola (FNLA) e, consequentemente, a luta nacionalista em Angola.
A Crise do Congo e a Rebelião Simba levaram a intervenção da Organização das Nações Unidas (ONU), qua alcançou uma frágil paz para o governo central liderado por Joseph Kasa-Vubu, que conseguiu que a região voltasse a ser integrada neste país, denominado Congo-Léopoldville.
No final da década de 1970, porém, ocorrem a Primeira e Segunda Guerra de Shaba, com apoio de Angola, que opôs a região ao governo ditatorial de Mobutu Sese Seko, no Zaire. Desde o final destes conflitos, a insurgência em Catanga dininuiu de nível.
A partir de 2009, o nome ficou restrito apenas a província de Alto-Catanga (Haut-Katanga), uma das quatro novas províncias da actual República Democrática do Congo, formadas a partir de Catanga.